# Bylas
Bylas est une communauté non incorporée et une census-designated place du comté de Graham, dans l'État de l'Arizona, aux États-Unis. En 2020, elle compte une population de 1 782 habitants.